# جایزه فیلم

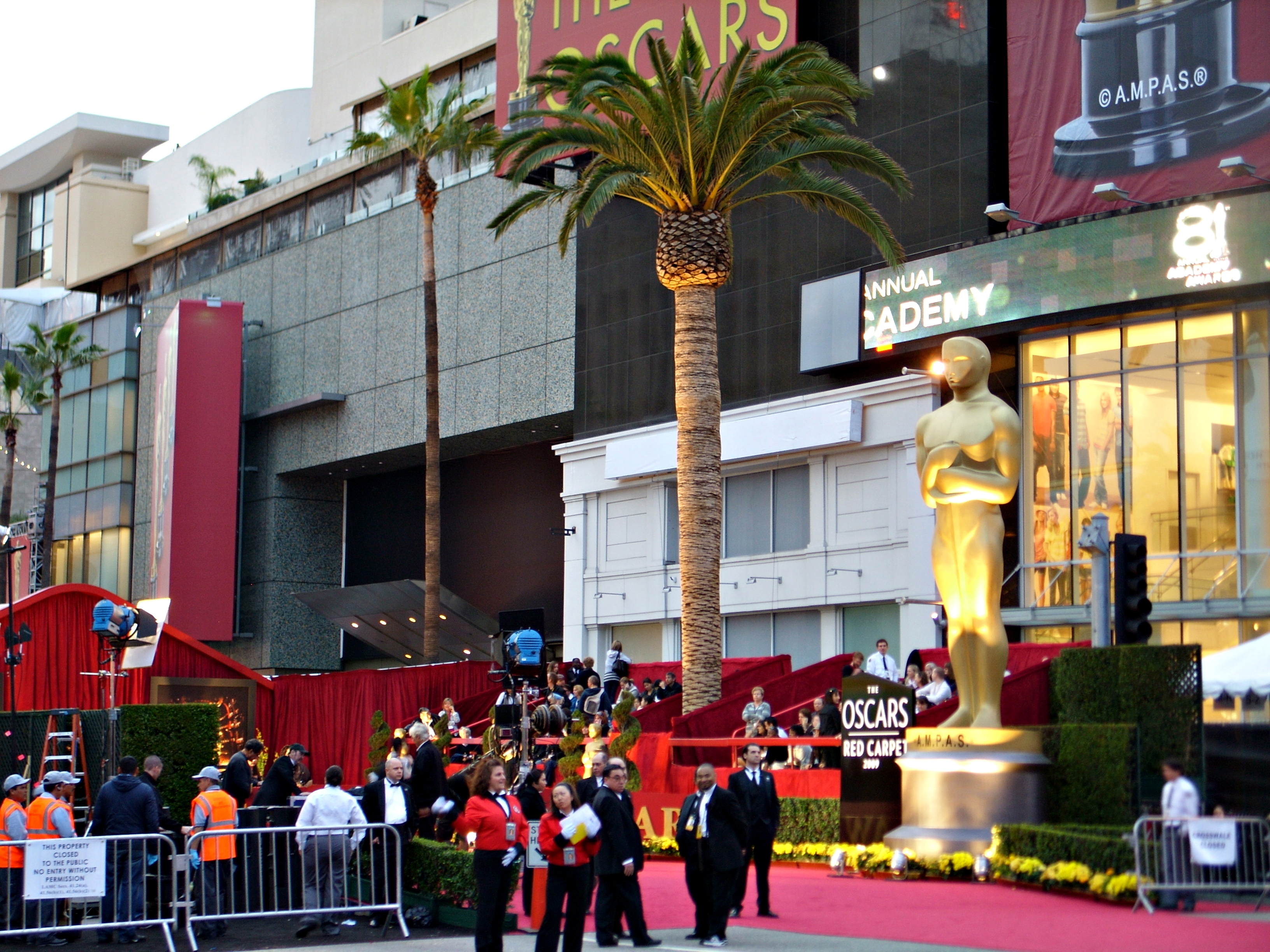
یک جایزه سینمایی است که می‌تواند در چندین بخش اعطا شود.

جایزه فیلم (انگلیسی: Film award) یک جایزه سینمایی است که می‌تواند در چندین بخش اعطا شود. برخلاف جشنواره فیلم، جایزه فیلم با نمایش عمومی فیلم‌های رقابتی همراه نیست. جوایز فیلم معمولاً بر اساس نتایج رای‌گیری مخفی کارشناسان و کمتر بر اساس نتایج بحث هیئت منصفه اعطا می‌شود.